# Кагаян-де-Оро
Кагаян-де-Оро (тагальська: Lungsod ng Cagayan de Oro), є високоурбанізованим містом 1-го класу в регіоні Північне Мінданао, Філіппіни. Це столиця провінції Східний Місаміс, де вона географічно розташована, але керується адміністративно незалежно від уряду провінції. За даними перепису 2020 року, населення становило 728 402 особи. 

## Географія
Кагаян-де-Оро розташований уздовж північного центрального узбережжя Мінданао, другого за величиною острова Філіппінського архіпелагу.
Південна частина міста межує з провінціями Букіднон і Ланао-дель-Норте. Муніципалітет Ополь межує з містом на заході та Таголоан, Місаміс Орієнтал на сході. На півночі лежить затока Макаджалар, яка виходить на море Мінданао.

### Клімат
Відповідно до системи класифікації клімату Кеппена, Кагаян-де-Оро має тропічний мусонний клімат (Am) із середньорічною температурою 28 °C. У червні 1998 року в місті була зареєстрована найвища на сьогоднішній день температура 39 °C.
Кагаян-де-Оро не отримує рівномірної кількості опадів протягом року. Найсухіші місяці — березень і квітень, а найвологіші — серпень і вересень. Дощовий або вологий сезон триває з червня по листопад, а відносно більш сухі сезони тривають з грудня по травень. Місто знаходиться за межами поясу тайфунів, але на нього впливає Міжтропічна зона конвергенції.

## Галерея

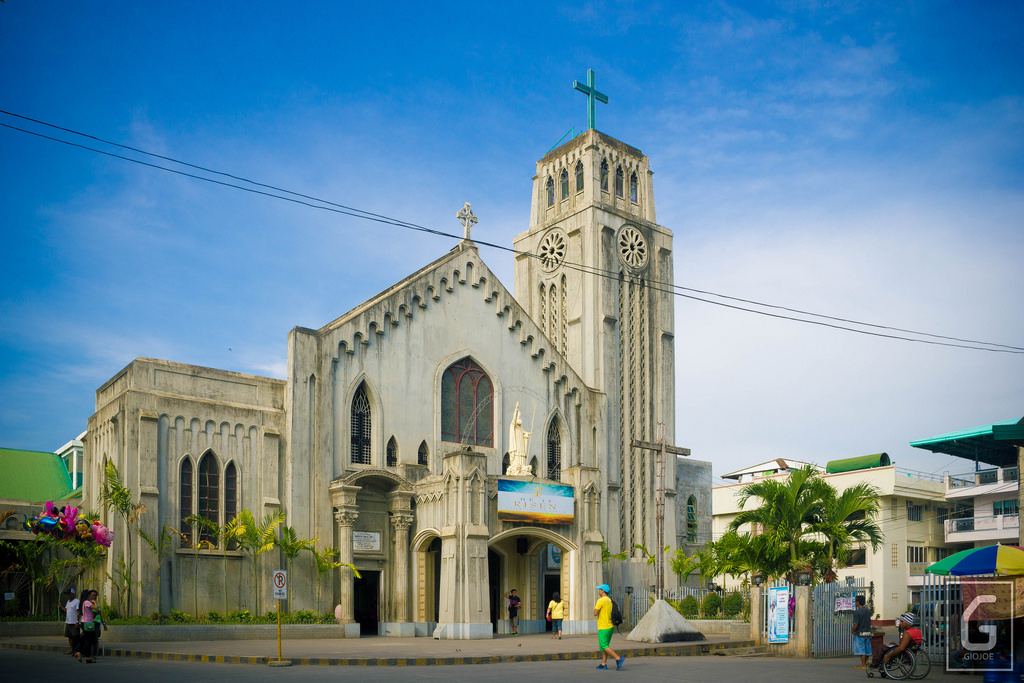
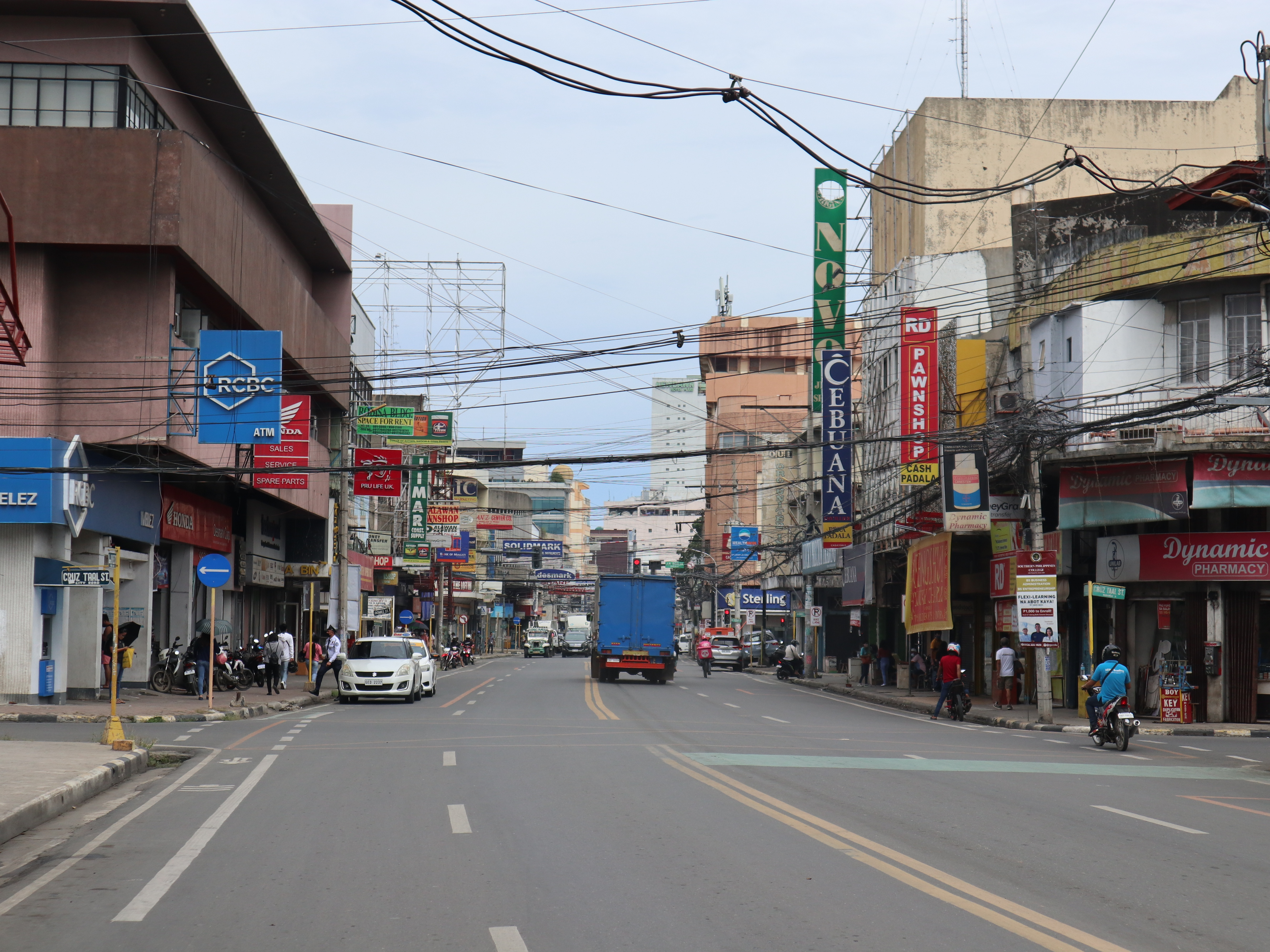